# Iván Mateo
Iván Mateo Silva (Madrid, Comunidad de Madrid, España, 4 de agosto de 1981) es un futbolista español. Juega de centrocampista y su equipo actual es la Real Sociedad Deportiva Alcalá, del grupo VII de la Tercera División]].

## Trayectoria
Iván Mateo se formó en las categorías inferiores del Atlético de Madrid. Jugó en el tercer filial rojiblanco, el Atlético Aviación, en Tercera División. En la temporada 2004/05 se marchó cedido al Alcalá donde el equipo realizó una gran temporada de la mano de Josip Višnjić, clasificándose para la promoción de ascenso a Segunda, en la que eliminaron el primera ronda a la Ponferradina y en la que cayeron en la segunda frente al Hércules.
Debido a las buenas sensaciones que causó Iván Mateo en la promoción de ascenso, el Hércules lo fichó para la temporada 2005/06, sin embargo no contó apenas para el técnico Juan Carlos Mandiá y en el mercado de invierno se marchó cedido a la Cultural Leonesa. Posteriormente en verano de 2006 se desvinculó definitivamente del equipo herculano y fichó por la Cultural. En 2009 decide fichar por el CF Badalona, unos de los equipos candidatos al ascenso. En 2010 vuelve a equipo que disfruto y se dio a conocer que es la RSD Alcalá. Terminó su etapa en la RSD Alcalá para recalar en el año 2011 en el CD Guijuelo en el que solo permaneció una temporada jugando 28 partidos y marcando 3 goles. En el verano de 2012 fichó por el CD Toledo.
Actualmente jugador de 1K

## Clubes
| Club              | País   | Año       |
| ----------------- | ------ | --------- |
| Atlético Aviación | España | ?-2004    |
| RSD Alcalá        | España | 2004-2005 |
| Hércules CF       | España | 2005-2006 |
| Cultural Leonesa  | España | 2006-2009 |
| CF Badalona       | España | 2009-2010 |
| RSD Alcalá        | España | 2010-2011 |
| CD Guijuelo       | España | 2011-2012 |
| CD Toledo         | España | 2012-     |